# Silfverström
Silfverström var en svensk adelsätt, numera utslocknad, som tidigare hette Otto.
Stamfader för ätten var Lydert Otto som invandrade till Sverige från Tyskland och blev barberare vid Stora Kopparberget men därefter bergsman i Falun och riksdagsman. Hustruns namn fanns tidigare att läsa på hans gravhäll i Falu gamla kyrka, där det står att makarna hade sju söner och fyra döttrar. Anna, som hon hette, var dotter till Johannes Michaelis Cuprimontanus och enligt Jan Eurenius dotterdotter till Malin Jacobsdotter (Grubb) från Bureätten. En av sönerna var Ægidius Otto. Dennes bror Johan Otto blev efter studier vid utländska universitet landdomare, bergmästare och assessor i Bergskollegium. Han adlades 1666 med namnet Silfverström och introducerades på nummer 781.
Johan Silfverström var gift två gånger. Första äktenskapet var med Althea Edenberg, och i det äktenskapet föddes dottern Gertrud som blev stammoder till ätten Plaan. Andra hustrun hette Magdalena Johansdotter, från vilken gren ätten fortgick med kammarrådet Johan Silfverström, assessor i Kommerskollegium, medan en dotter Catharina blev stammoder till adelsätten Lilljesvärd. Ätten slöts med kapten Johan Otto Silfverström 1780.